# San Cesareo in Palatio
Kościół św. Cezara w Pałacu (wł. Chiesa di San Cesareo in Palatio) znany również jako Kościół św. Cezara z Afryki – rzymskokatolicki kościół tytularny położony w Rzymie, znajdujący się XIX Rione Rzymu – Celio przy Via di Porta San Sebastiano. Patronem świątyni jest św. Cezary – diakon, który poniósł śmierć męczeńską za wiarę chrześcijańską w II wieku.
Świątynia ta jest kościołem rektoralnym parafii Najświętszego Zbawiciela, św. Jana Chrzciciela i św. Jana Ewangelisty na Lateranie oraz kościołem tytularnym.

## Historia
Legenda głosi, że w IV wieku cesarz Walentynian III został uleczony w sanktuarium św. Cezarego z Terraciny, w miejscu jego męczeństwa. Cesarz postanowił przenieść relikwie świętego do Rzymu. Miały one początkowo trafić do kościoła na wzgórzu Palatyńskim, a gdy zostały przeniesione do nowej świątyni, ta otrzymała przydomek "in Palatio". W źródłach pierwsze wzmianki na temat kościoła pochodzą z roku 1192. W średniowieczu świątynia była częścią hospicjum i szpitala dla pielgrzymów. Kościół zawdzięcza swój obecny kształt przebudowie, która miała miejsce w latach 1602–1603 z inicjatywy papieża Klemensa VIII.

## Architektura i sztuka
Kościół zbudowano na planie prostokąta. Ma on jedną nawę z niższą od nawy, półkolistą apsydą. W rogu po prawej stronie apsydy znajduje się dzwonnica. Po każdej stronie jej górnego piętra umieszczono duże łukowe otwory z balustradami z balaskami.
Dwukondygnacyjna fasada została zaprojektowana przez Giacomo della Porta.
We wnętrzu na ścianach bocznych umieszczono po sześć ślepych łuków. Ich archiwolty opierają się na szerokich doryckich pilastrach. Dwa ostatnie łuki od strony apsydy wchodzą w skład prezbiterium. Natomiast w trzecim łuku z obu stron znajdują się ołtarze boczne. Na ścianach bocznych nad arkadami są po trzy okna, pomiędzy którymi znajdują się malowidła autorstwa Cavaliere d'Arpino i Cesare Rosetti, umieszczone tam podczas przebudowy w XVII wieku.
Płaski drewniany kasetonowy sufit z XVII wieku ma dwa duże centralne panele w kształcie krzyża. W jednym z nich umieszczono herb Klemensa VIII.
Koncha apsydy zawiera przedstawienie Boga Ojca adorowanego przez anioły, dzieło wykonane przez Francesco Zucchi według projektu Cavaliera d'Arpino.

## Kardynałowie
Kościół św. Cezarego jest jednym z kościołów tytularnych nadawanych kardynałom-diakonom (Titulus  Sancti Caesarei in Palatio).
Tytuł ten, jako nadawany kardynałom-prezbiterom, ustanowił papież Leon X 6 lipca 1517 roku, jednak tytuł ten został zlikwidowany w 1587 roku. W roku 1600 papież Klemens VIII ponownie uczynił kościół św. Cezarego kościołem tytularnym, ale tym razem z tytułem kardynała-diakona.
W latach 1967–1978 kościół ten był tytularnym kościołem prezbiterialnym arcybiskupa krakowskiego Karola Wojtyły, późniejszego papieża Jana Pawła II.
Kardynałowie-prezbiterzy:
- Niccolò Pandolfini (1517–1518)
- Louis de Gorrevod (1530–1535)
- Bartolomeo Guidiccioni (1540–1543)
- Cristoforo Madruzzo (1545–1560)
- Pier Francesco Ferrero (1561–1561)
- Archangelo de’ Bianchi (1570–1580)

Kardynałowie-diakoni:

- Silvestro Aldobrandini (1603–1612)
- Carlo Gaudenzio Madruzzo kardynał prezbiter pro hac vice (1616–1623)
- Giangiacomo Teodoro Trivulzio (1629–1644)
- Carlo Rossetti (1644–1653)
- Carlo Barberini (1653–1660)
- Friedrich von Hessen-Darmstadt (1661–1667)
- Carlo Barberini (1667–1675)
- Girolamo Casanate (1675–1682)
- Benedetto Pamphili (1685–1686)
- Giovanni Francesco Negroni (1686–1696)
- Giambattista Spinola (1696–1706), kardynał prezbiter pro hac vice (1706–1719)
- Thomas-Philippe Wallard d’Hénin-Liétard kardynał prezbiter pro hac vice (1721–1733)
- Giovanni Battista Spinola (1733–1743)
- Giovanni Francesco Albani (1747–1759)
- Giovanni Costanzio Caracciolo (1759–1770)
- Bernardino De Vecchi (1775)
- Giovanni Cornaro (1778–1789)
- Filippo Campanelli (1791–1795)
- Giuseppe Albani (1804–1818)
- Tommaso Bernetti (1827–1844)
- Giuseppe Bofondi (1847–1867)
- Ignazio Masotti (1884–1888)
- Achille Apolloni (1889–1893)
- Giuseppe Antonio Ermenegildo Prisco (1896–1898)
- Willem Marinus van Rossum (1911–1915)
- Franziskus Ehrle (1922–1934)
- Domenico Mariani (1935–1939)
- Francesco Bracci (1958–1967)
- Karol Wojtyła kardynał prezbiter pro hac vice (1967–1978)
- Andrzej Maria Deskur (1985–1996), kardynał prezbiter pro hac vice (1996–2011)
- Antonio Maria Vegliò (2012 – nadal)